# 高氯酸亚硝酰
高氯酸亚硝酰是一种无机化合物，化学式为NOClO4。它可由一氧化氮和二氧化氮的混合气体在140 °C和高氯酸反应制得。

## 反应
高氯酸亚硝酰在100 °C以下及更高温度分别按下式（1）、（2）分解：
2 NOClO4 → 2ClO2 + N2O5 + 0.5O2 （1）
2 NOClO4 → N2O4 + Cl2 + 3O2 （2）
也有文献报道了分解为高氯酸硝酰的反应：
2 NOClO4 = NO2ClO4 + NO2 + ClO2
它可以和氢氧化钠反应：
9NOClO4 + 16NaOH → 9NaClO4 + 6NaNO2 + NaNO3 + 2NO + 8H2O
它在三氟乙酸中和三苯甲烷反应，可以得到高氯酸三苯基碳。